# Aron Domżała

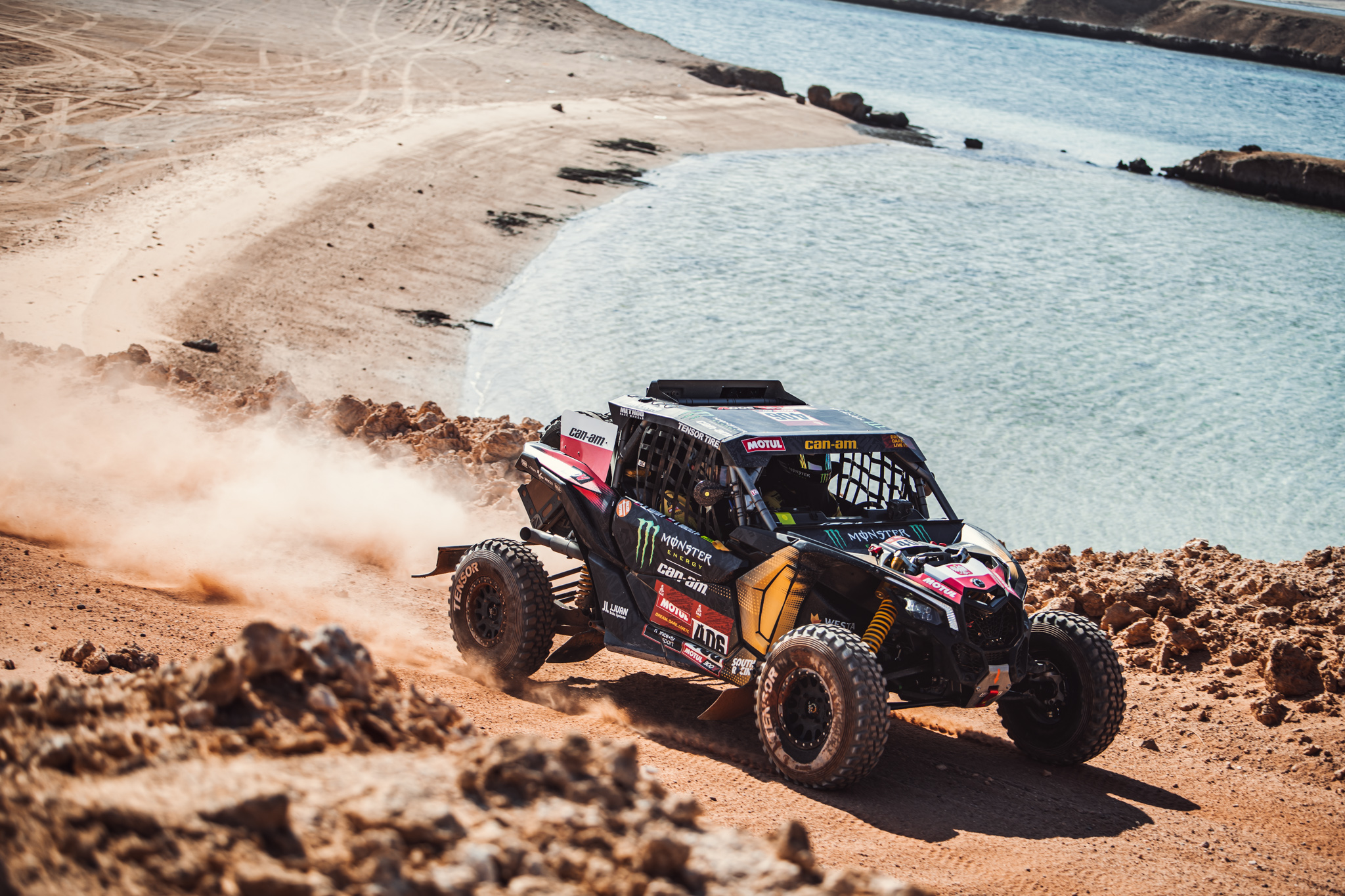
Aron Domżała podczas Rajdu Dakar w roku 2021

Aron Domżała (ur. 1 sierpnia 1989 w Barlinku) – polski kierowca rajdowy. W 2016 roku razem z Szymonem Gospodarczykiem zdobył Puchar Świata FIA w rajdach terenowych w klasie T3. W 2021 roku wraz z Maciejem Martonem zajął 3. miejsce w rajdzie Dakar (w barwach Monster Energy Can-Am).

## Rajdy samochodowe
Zadebiutował podczas rajdu Barbórki Warszawskiej 2008. W kolejnych latach startował w Rajdowym Pucharze Polski. W 2012 roku wystartował w Mistrzostwach Polski, zajmując 4. miejsce w klasie CEFT. W 2013 roku startował na Litwie, zdobył mistrzostwo Litwy w klasie 5. W 2014 roku zadebiutował w mistrzostwach świata w klasie JWRC, na koniec sezonu zajmując 7. miejsce. W tym samym roku wygrał Rajd Barbórki Warszawskiej w klasie 2. W 2019 roku razem z Jarosławem Baranem wywalczyli 5. miejsce w klasyfikacji generalnej w 76. edycji rajdu Polski (Skoda Fabia R5).

### Starty w Pucharze Świata Rajdów Terenowych FIA
W roku 2015 Aron Domżała rozpoczął starty w Pucharze Świata FIA w rajdach terenowych za kierownicą Polarisa RZR 1000 w kategorii T3. Debiut miał miejsce podczas Baja Aragón, gdzie zajął 2. miejsce w swojej klasie. Do końca roku wystartował jeszcze w dwóch rajdach, Baja Poland, gdzie zajął 1. miejsce oraz w Maroku, gdzie uplasował się na podium w swojej klasie.
W 2016 roku zaliczył wszystkie 9 rund pucharu świata, czterokrotnie wygrywając w kategorii T3 i ostatecznie zdobywając puchar Świata w tej kategorii. W tym samym podczas Baja Portalegre 500 zadebiutował w kategorii T1, w samochodzie Toyota Hilux z belgijskiej stajni Overdrive. W 2017 roku wystartował w 10. rundach pucharu świata w Toyocie Hilux T1 ze stajni Overdrive racing. Sezon zakończył na 3. miejscu w klasyfikacji generalnej. Najlepszym wynikiem sezonu było 3. miejsce w Rajdzie Kazachstanu. W 2018 roku razem z Maciejem Martonem wystartowali w pojedynczych rundach pucharu świata.
W 2019 zadebiutował w rajdzie Dakar (Toyota Hilux). Na piątym etapie zajmował 8. miejsce. Z powodu utknięcia samochodu na półce skalnej był zmuszony zakończyć rajd po 5. etapie. W tym samym sezonie razem z Maciejem Martonem wywalczyli 3. miejsce w rajdzie Abu Dhabi Desert Challenge (Toyota Hilux), po czym na rajd Maroka zmienili auto na Can-Am Maverick X3 ze stajni South Racing. Podczas Rajdu Maroka wygrali 2 odcinki specjalne w kategorii T3 (UTV).
W 2020 r. ponownie próbował swych sił w rajdzie Dakar w kategorii SxS (UTV) w samochodzie Can-Am Maverick X3. Wygrał pierwszy etap rajdu, potem jeszcze 4 razy meldował się na podium etapów. Awaria silnika zmusiła załogę do jego wymiany za co otrzymała 50 godzin kary. Ostatecznie zakończyli rajd na 30. miejscu w kategorii lekkich pojazdów SxS (UTV).
W 2021 r. wziął udział w rajdzie Dakar wraz z Maciejem Martonem w barwach Monster Energy Can-Am w samochodzie Can-Am Maverick X3. Ostatecznie ukończyli rajd na 3. miejscu w kategorii lekkich pojazdów SxS (UTV). Zdobyli także pierwsze miejsce w czwartym etapie rajdu. Był to pierwszy raz, kiedy na podium rajdu Dakar stanęła polska załoga samochodowa.

## Samochody
- Opel Astra II OPC (2009–2010)
- Ford Fiesta R2 (2011–2013)
- Citroen DS3 R3 (2014)
- Mitsubishi Lancer Evolution (2015)
- Polaris RZR (2015–2016)
- Toyota Hilux (2016–2019)
- Skoda Fabia R5 (2019)
- Can-Am Maverick X3 (2019–2021)